# Wanderer W 15
Der Wanderer W 15 6/30 PS ist ein Pkw der Marke Wanderer und war in der Mittelklasse positioniert. Das Modell wurde von März bis Oktober 1932 im Werk Siegmar bei Chemnitz (ab Mitte 1932 unter Regie der neu gegründeten Auto Union AG) gefertigt. 

## Modellgeschichte und Technik
Der Wanderer W 15 war Nachfolger des ab September 1930 gebauten Modells W 10/IV der Wanderer-Werke. Der als Limousine oder Cabriolet angebotene W 15 unterscheidet sich vom Vorgänger durch den 20 cm längeren Radstand, der bei der Limousine 6 anstatt 4 Fenster ermöglichte. Die Karosserien der Limousinen stammten von Reutter in Stuttgart, während die Fahrgestelle der Cabriolets von Gläser in Dresden mit dem Cabriolet-Aufbau versehen wurden.
Der W 15 hat den obengesteuerten Vierzylinder-Reihenmotor des Vorgängers mit 1,6 Litern Hubraum. Der vorn eingebaute Motor mit drei Kurbelwellenlagern und seitlicher, kettengetriebener Nockenwelle entwickelt 30 PS und treibt über ein unsynchronisiertes Dreigang-Getriebe mit Schalthebel in der Wagenmitte die Hinterräder an. Das Fahrzeug mit U-Profilrahmen hat blattgefederte Starrachsen vorn und hinten sowie seilzugbetätigte Bremsen.
Der Wanderer W 17 7/35 PS mit gleicher Karosserie und Fahrwerk kam als Nachfolger im Oktober 1932 heraus. Der von Ferdinand Porsche neu entwickelte 1,7-Liter-Sechszylindermotor mit 35 PS Leistung hat eine siebenfach gelagerte Kurbelwelle und eine seitliche Nockenwelle mit Stirnradantrieb. Über das unsynchronisierte Viergang-Getriebe werden die Hinterräder angetrieben.
Der Wanderer W 20 8/40 PS mit stärkerem 2-Liter-Sechszylindermotor und 40 PS, ebenfalls eine Porsche-Konstruktion, komplettierte das Angebot.
Insgesamt wurden 750 Wagen gefertigt. Nachfolger waren die im Februar 1933 vorgestellten W 21 und W 22 (Porsche Typ 7) mit Drehstabfederachse vorn, „Schwingachse“ (Pendelachse) hinten sowie der hydraulisch betätigten „Öldruckbremse“ von ATE (Lizenz Lockheed).

## Technische Daten im Vergleich
|                       | W 15 (6/30 PS)                    | W 17 (7/35 PS)                    | W 20 (8/40 PS)                    |
| --------------------- | --------------------------------- | --------------------------------- | --------------------------------- |
| Bauzeitraum           | 1932                              | 1932–1933                         | 1932–1933                         |
| Aufbauten             | L4, Cb2                           | L4, Cb2                           | L4, Cb2                           |
| Motor                 | 4-Zylinder-Viertaktmotor in Reihe | 6-Zylinder-Viertaktmotor in Reihe | 6-Zylinder-Viertaktmotor in Reihe |
| Ventilsteuerung       | obengesteuert (OHV)               | obengesteuert (OHV)               | obengesteuert (OHV)               |
| Bohrung × Hub         | 72 mm × 96 mm                     | 65 mm × 85 mm                     | 70 mm × 85 mm                     |
| Hubraum               | 1563 cm³                          | 1690 cm³                          | 1950 cm³                          |
| Nennleistung          | 30 PS (22,1 kW)                   | 35 PS (25,7 kW)                   | 40 PS (29,4 kW)                   |
| Verbrauch             | 12 l/100 km                       | 12 l/100 km                       |                                   |
| Höchstgeschwindigkeit | 85 km/h                           | 90 km/h                           | 95 km/h                           |
| Leergewicht           | 1230–1300 kg                      | 1230–1300 kg                      | 1230–1300 kg                      |
| zul. Gesamtgewicht    | ?                                 | ?                                 | ?                                 |
| Elektrik              | 12 Volt                           | 12 Volt                           | 12 Volt                           |
| Länge                 | 4500 mm                           | 4500 mm                           | 4500 mm                           |
| Breite                | 1570 mm                           | 1570 mm                           | 1570 mm                           |
| Höhe                  | 1690 mm                           | 1690 mm                           | 1690 mm                           |
| Radstand              | 3000 mm                           | 3000 mm                           | 3000 mm                           |
| Spur vorn/hinten      | 1300 mm/1250 mm                   | 1300 mm/1250 mm                   | 1300 mm/1250 mm                   |

- L4 = 4-türige Limousine
- Cb2 = 2-türiges Cabriolet